# Opération Cherryblossom
Théâtre du Pacifique Sud-Ouest de la Seconde Guerre mondiale
Batailles
- Cap Torokina
- Baie de l'Impératrice-Augusta
- Rabaul (1943)
- Lagune de Koromokina
- Piva Trail (en)
- Coconut Grove (en)
- Piva Forks (en)
- Cap Saint-George
- Raid sur Koiari (en)
- Hellzapoppin Ridge et Hill 600A (en)
- Contre-attaque de Bougainville
- Pearl Ridge (en)
- Tsimba Ridge (en)
- Slater's Knoll (en)
- Rivière Hongorai (en)
- Bataille de Porton Plantation (en)
- Ratsua (en)

Le débarquement du cap Torokina (1er - 3 novembre 1943), également connu sous le nom d'opération Cherryblossom, est une opération militaire amphibie qui débute la campagne de Bougainville pendant la Seconde Guerre mondiale.  

## Histoire
Les débarquements amphibies ont été menés par des éléments de l'United States Marine Corps en novembre 1943 sur l'île de Bougainville dans le Pacifique Sud, dans le cadre des efforts alliés pour avancer vers la principale base japonaise autour de Rabaul dans le cadre de l'opération Cartwheel. Venant à la suite des succès alliés à Guadalcanal et dans le centre des Salomons, les débarquements étaient destinés à sécuriser une tête de pont dans le but d'établir plusieurs bases à partir desquelles les forces alliées pourront projeter la puissance aérienne et navale au plus près de Rabaul, dans un effort pour neutraliser les forces japonais qui y avaient été établies. 
Dans les mois qui ont précédé l'opération, la puissance aérienne japonaise sur Bougainville a été mise a mal par les frappes aériennes alliées, tandis que de petits groupes de forces de reconnaissance alliées ont débarqué autour de Bougainville et des îles environnantes afin d'y recueillir des renseignements. Le 1er novembre à 07 h 10 du matin, une force de débarquement composée des 3e et 9e bataillons de la 3e division des Marines se sont approchés du cap Torokina sur un front de plus de 7 km. En raison du risque d'une frappe aérienne japonaise immédiate, les 7 500 Marines de la première vague ont débarqué à 07 h 30. Les Marines ont réussi à sécuriser la zone de débarquement à 11 h 00, perdant 78 hommes, tandis que le bataillon japonais composé de 270 soldats était presque anéanti. 
Des avions japonais de Rabaul ont tenté d'empêcher la mission des forces de débarquement, mais leurs attaques se sont révélées inefficaces et ont été largement repoussées par des chasseurs américains et néo-zélandais. À la fin de la première journée, un petit périmètre avait été établi et la majorité de la première vague de transports avait déchargé leurs vivres au-dessus de la tête de pont. Le même jour, la flotte de soutien des forces de débarquement (composée de croiseurs et destroyers) a été attaquée par des navires japonais, entraînant la bataille de la baie de l'Impératrice-Augusta. De lourdes pertes en ont résulté pour les Japonais et la force est finalement retournée à Rabaul. Entre-temps, le deuxième jour, les vivres et l'équipement restants ont été déchargés des transports. Au cours des deux jours qui ont suivi le débarquement, les troupes américaines à terre ont consolidé leur tête de pont et ont commencé à patrouiller tout en sécurisant le périmètre. L'objectif a finalement été atteint le 3 novembre, lorsque l'île de Torokina a été occupée. 
Par la suite, le périmètre américain s'est lentement étendu et de nouveaux renforts ont été déployés pour décharger les vivres au début des opérations de développement de la base. Fin novembre, une piste d'atterrissage avait été établie à l'intérieur du périmètre, celui-ci est devenant pleinement opérationnel début décembre. Pendant tout le reste de 1943, le périmètre a été élargi, permettant la création de plusieurs aérodromes supplémentaires. Ces derniers ont ensuite joué un rôle clé dans la neutralisation de Rabaul par l'aérien. Tout au long de 1944 et 1945, les forces de suivi de l'armée américaine puis de l'armée australienne ont été déployés en renforts alors que les Alliés menaient des opérations pour sécuriser le reste de l'île. Cela ne fut que partiellement achevé à la fin de la guerre en août 1945.